# Други бурски рат
Други бурски рат (афр. Tweede Vryheidsoorlog — „Други рат за независност”) зван и Други англо-бурски рат, био је ратни сукоб између бурских република Јужноафричке Републике (Трансвал) и Слободне Државе Орање против Британског царства односно његових крунских колонија колоније Рт добре наде и колоније Натал, који се водио од 21. октобра 1899. до 31. маја 1902. године.
Након британске победе у том рату, престале су да постоје последње бурске републике у јужној Африци, које су постале британске крунске колоније, а 1910. ушле су у Јужноафричку Унију (касније Јужноафричка Република), британски доминион.

## Историја
То је био највећи и најскупљи рат у ком је учествовала Британија, између наполеонских ратова и Првога светског рата који је коштао више од 200 милиона фунти. То је била борба између потпуно неравноправних протагониста. На врхунцу рата, укупан број британских снага ангажованих на фронтовима јужне Африке досегао је готово 500.000 људи, док су Бури успели да мобилизују армију од 88.000 бораца. Рат се отегао јер су се Британци борили у непријатељској земљи, на тешком терену, с дугим линијама комуникације, док су се Бури углавном бранили и користили предности модерних пушака, отварајући убитачну ватру на нападаче, тако да су они морали да концентришу велике снаге да надвладају малобројне браниоце. Други бурски рат био је по много чему, нарочито по оружју које је први пут тамо употребљено (пушке и митраљези) увертира за Први светски рат.

### Позадина сукоба
Други бурски рат био је на неки начин само наставак претходног Првог бурског рата, тако да су и узроци били мање више исти, а то је генерално речено била британска експанзионистичка политика на читав простор јужне Африке.
Тадашњи британски политичари тврдили су да Британија има право на суверенитет над читавим простором јужне Африке, па према томе и над Трансвалом, којем су на претходним Мировним конвенцијама из 1881. и 1884. признали право на независност. Већина историчара слаже се да је стварни узрок рата била борба за контролу над богатим налазиштима злата које је тад откривено у Витватерсранду у Јужноафричкој Републици (Трансвал). То је тад био највећи рударски комплекс злата на свету, а злато је тада било подлога светског монетарног система, који се тада базирао на британској фунти. Британци су као разлог за ширење своје власти на Трансвал навели одбијање бурских власти да да грађанска права такозваним уитлендерсима (британским имигрантима у Републику Трансвал).
Британци су се бојали да ће нагло богаћење Трансвала, након открића злата у Витватерсранду 1886. омогућити Трансвалу убрзану модернизацију и напредак, који касније Британија неће моћи да следи, а то би уздрмало њене позиције по јужној Африци.
Британци су прво покушали срушити бурску републику Трансвал у такозваној Џејмсоновој побуни у децембру 1895. уз помоћ полицајаца из Родезије и Бечуаналенда и британских грађана на раду у Трансвалу званих уитландерс, која није успела.
Након 1897. Британија је преко свог високог комесара за јужну Африку, Алфреда Милнера, покушала бројним политичко-дипломатским притисцима да дестабилизује Јужноафричку Републику (Трансвал), тражећи промену њеног устава и давање већих политичких права првенствено британским уитлендерсима, преко којих би Британија стекла доминантну улогу у формулисању државне политике која би ишла њима у прилог.
Због тога је председник Слободне Државе Орање, Мартинус Стејн, у настојању да се спречи сукоб између Британије и Јужноафричке Републике (Трансвал), организовао Конференцију у Блумфонтејну у мају и јуну 1899. између Алфреда Милнера и председника Трансвала Пола Кругера. Кругер је понудио бројне уступке Великој Британији, које је Милнер одбио, сматрајући их недовољнима. Након те неуспеле конференције, Милнер је затражио да британска влада пошаље додатне трупе да ојача британски гарнизон у јужној Африци, које су почеле да стижу у августу и септембру. Гомилање трупа на границама бурских република, узбуниле су Кругера који је понудио комесару Милнеру додатне уступке везане уз питање уитлендерса, које је он поновно одбио као недовољне.
Након тога су Бури, схвативши да је рат неизбежан, предузели офанзиву 9. октобра 1899, објавивши ултиматум. британској влади, тражећи да повуче своје трупе са граница бурских република. Кад је ултиматум истекао без британске реакције ратне операције су почеле 11. октобра 1899. године.

### Рат
Ток рата може да се подели у три раздобља;
- Бурска офанзива и почетни успеси
- Британска консолидација и контраофанзива
- Герилска фаза рата и сламање бурског отпора

#### Бурска офанзива и почетни успеси
У првој фази, британске снаге по јужној Африци биле су неприпремљене и војнички слабије. Бурске снаге напале су Британце на два фронта: из Трансвала на снаге у колонији Натал, а из Слободне Државе Орање на северне делове колоније Рт добре наде. Северни делови Колоније Рт добре наде, насељени већинским бурским становништвом, побунили су се против Британаца и придружили бурским јединицама. Крајем 1899. и почетком 1900, Бури су успели да победе Британце у неколико великих сукоба и опколили кључне британске гарнизоне по градовима Лејдисмит, Мафикенг и Кимберли. Особито значајне бурске победе, те фазе рата су оне код Магерсфонтејна, Колесберга и Планине Стормберг, које су Британци назвали Црна недеља (10—15. децембар 1899).

#### Британска консолидација и контраофанзива
Кругерова офанзива при крају 1899. изненадила је Британце, због чега су они испочетка побеђивали, међутим кад су почели да долазе бродови са великим бројем свежих британских војника почетком 1900. бурски пораз био је на видику. У тој фази рата британски команданти Киченер и Робертс, успели су да ослободе опкољене британске гарнизоне и разбити бурске јединице. Након тога су брзо пребацивали бројне јединице железничким линијама у срце бурских република, тако да су већ у фебруару 1900. заузели Блумфонтејн (главни град Слободне Државе Орање), затим у мају Јоханезбург, те у јуну Преторију (главни град Јужноафричке Републике (Трансвал)). Председник Кругер избегао је хапшење и побегао у Европу, тражећи помоћ за наставак борби. Упркос томе што је по бројним престоницама примљен са пуно симпатија за невоље Бура, није успео у својим настојањима да добије неку значајнију помоћ за борбу против Британаца.

#### Герилска фаза рата и сламање бурског отпора
При крају 1900. рат је ушао у своју рушилачку фазу. Читавих 15 месеци, бурски герилски командоси, под вођством својих генерала Кристијана Рудолфа де Вета и Јакобуса Херкулеса де ла Реја, успели су да прикују британске трупе уз обале Индијског океана, користећи се убитачном герилском тактиком великих маневара, нагле концентрације снага и снажним ударима по британским базама и линијама опскрбе и веза, на огромним ненасељеним пространствима бурских република.
Киченеров одговор на бурску тактику била је изградња безбројних ограда од бодљикаве жице и бункера дуж железничких пруга. Кад ни те мере нису уродиле плодом и довеле до смиривања, он је почео да проводи бруталну тактику спаљене земље, рушећи фарме Бура и локалних домородаца, интернишући сво затечено становништво у концентрационе логоре. Ти логори по којима је више хиљада цивила држано у страшним условима, због чега су бројни заробљеници помрли од глади и болести, нарочито судбина бурских жена и деце, навукли су бес међународне јавности. Против такве политике устали су и неки британски интелектуалци, као социолог Емили Хобхаус.

#### Успостава мира
Бурски командоси наставили су своје нападе, неки од њих изведени су у дубини колоније Рт добре наде. Њихов генерал Јан Сматс извео је напад на свега 80 км од Кејптауна. Но Киченерови драстични и брутални методи полако али сигурно показали су своје резултате. Бурски отпор полако је малаксао и довео до поделе међу њиховим борцима на bittereinderse (оне који су били одлучни да се боре до горкога краја), и hensopperse (руке-увис који су били за предају и успоставу примирја). Бројни од њих почели су да сарађују с Британцима на успостави мира. До краја рата чак 20.000 Бура се предало, а њих 5 400 заједно с генералом Пит де Ветом прешло на британску страну.
У марту 1901. Бури су одбили британску понуду за успоставу мира, јер се од њих тражило да прихвате британску анексију својих република. Борбе су трајале све до маја 1902. кад су исцрпљени Бури коначно прихватили губитак своје самосталности потписавши с Британцима Мировни споразум у Веринигингу. То су извршили прагматични бурски лидери Луис Бота и Јан Сматс, који су успели да скрше отпор bittereindersa и одлучили преговарати о миру на темељу британских обећања да ће се Бурима дозволити локална самоуправа, порушено убрзано обновити, ефикасно управљати рудницима злата и оно што је за њих било најважније, да ће Британци заједнички са Бурима дејствовати против отпора локалних црначких домородаца.

#### Жртве и последице рата
Други бурски рат однео је готово 100.000 људских живота, погинуло је 20.000 британских 14 000 бурских војника, а рат није штедио ни цивиле. Тако се процењује да је око 26 000 бурских жена и деце умрло по концентрационим логорима од потхрањености и болести. Не зна се колико је локалних црнаца помрло по концентрационим логорима, али се њихов број процењује у распону од 13 000 до 20.000 људи.
На обе стране рат је произвео провалу отвореног национализма, френетичног слављења сопствених побједа и провалу дивљачког беса на успехе супротне стране. Након разбијања блокаде у којој се нашао гарнизон у Мафикенгу под командом пуковника Роберта Бејден-Поуела 17. маја 1900, избила је права провала одушевљења по Енглеској и велико славље у Лондону. Тада је искована нова енглеска реч maffick за френетично славље.
Упркос покушајима да се ратне ране брзо зацеле након 1902. и декларативне спремности на сарадњу у сврху уједињавања против црних Африканаца, односи између Бура (или Африканера, како су касније названи) и Британаца остали су затегнути и хладни бројне деценије након тога. На међународном нивоу, Други бурски рат затровао је атмосферу између европских великих сила, јер се већина земаља солидаризовала с Бурима и замерила Британији њен отворени империјализам и грамзивост.
Расна дискриминација којом је јужна Африка била прожета од самог свог настанка, осетила се и за тог рата, иако у нешто ублаженој варијанти. Поједини црначки пољопривредници окористили су се ратним збивањима, због повећане потражње за храном, с друге стране бројни рудари изгубили су посао, јер рудници нису радили. У неким регијама, као што је западни Трансвал, црни домородци искористили су ратне прилике и поновно заузели земље које су им запленили бели колонисти. Бантустан Свазиленд, којим је раније управљала Јужноафричка Република (Трансвал), преузели су Британци за време рата као свој протекторат, због чега он није постао део Јужноафричке Уније 1910. године.
Запањујући аспект тог рата је то да је то био сукоб између два белачка народа на црном потконтиненту с већинских црначким становништвом на обе стране. Њих су обе зараћене стране настојале искључити из борби, иако најновија истраживања од краја задњих деценија 20. века показују да су црни Африканци били ипак доста укључени у рат, и то као војници, које су обје стране регрутовале по потреби, али и као цивилне жртве ратних активности. Током рата Британци су стално најављивали и обећавали да ће у замену за подршку, или неутралност, црни Африканци бити награђени политичким правима након рата. На крају су Мировним споразумом из Веренигинга црни становници Јужноафричке Уније потпуно искључени из политичког живота земље, а Британци и Бури сарађивали да обезбеде власт беле мањине.